# Przedsiębiorstwo Gospodarki Komunalnej w Suwałkach
Przedsiębiorstwo Gospodarki Komunalnej w Suwałkach Sp. z o.o. – przewoźnik świadczący usługi w zakresie pasażerskiego transportu zbiorowego w Suwałkach.

## Historia
Najpóźniej ze służb komunalnych ruszyła komunikacja miejska (na początku nosiła ona nazwę Miejska Komunikacja Samochodowa, MKS). Przez długi powojenny okres Suwałki miały jej namiastki w postaci usług dorożkowych oraz autobusów PKS. Postój dorożek znajdował się na Placu Wolności (dziś Plac Piłsudskiego koło kościoła św. Aleksandra). W kwietniu 1951 roku MRN wyznaczyło dorożkom róg tego placu i ul. Konopnickiej, gdyż blisko poprzedniego miejsca znajdowała się studnia. Natomiast już w kwietniu 1947 roku przygotowane zostały przystanki Samochodowej Komunikacji Miejskiej, o czym świadczyły wykopane w poszczególnych punktach miasta słupy z tablicami, może już wtedy przeznaczone dla autobusów PKS.

## 1953
Jednak dopiero na początku 1953 roku władze miejskie zwróciły się do dyrekcji PKS o uruchomienie miejskiej komunikacji, a 23 lutego 1953 roku wyznaczona została trasa (ulicami Kościuszki, Kolejową, Noniewicza, Utratą Długą), osiem przystanków i godziny odjazdów autobusów w mieście. Rozkład jazdy uwzględniał potrzeby pracowników zakładów, które mieściły się poza Suwałkami, oraz przyjazdy i odjazdy pociągów osobowych. Tak więc w ograniczonym stopniu autobusy PKS zastępowały komunikację miejską do początków lat siedemdziesiątych.
W celu zwiększenia funduszów oraz stworzenia mieszkańcom dogodnego dotarcia do stacji kolejowych okolicznych miejscowości, zarząd miasta przyjął 16 marca 1947 roku wniosek o wszczęcie starań o uzyskanie koncesji na miejska komunikację samochodową.

## 1971
Otwarcie komunikacji miejskiej po wielu latach zabiegów należało niewątpliwe do najważniejszych wydarzeń w życiu mieszkańców. Od 28 września 1971 roku pięć autobusów marki „SAN” pod szyldem Zakładu Miejskiej Komunikacji Samochodowej obsługiwało dwie trasy o łącznej długości 12 km:
Trasa 1: Dworzec PKP – Papiernia
Trasa 2: Elewator zbożowy – PKP – Poczta – elewator.
Od maja do września były czynne tzw. Linie Zielone – do miejscowości, w których mieszkańcy Suwałk wypoczywali.
Początkowo zakład mieścił się w browarze i właściwie nie miał swojego zaplecza. Zatrudniał wtedy 16 osób, w tym 7 kierowców. W 1971 roku przewiózł 203 tysiące pasażerów. W następnym roku pozyskał 10 nowych autobusów, co pozwoliło na otwarcie kolejnych tras.

## 1973 – 1988
W 1973 roku 13 autobusów obsługiwało pięć tras o łącznej długości 25 km i przewiozło milion sześćset tysięcy pasażerów, w 1975 roku zaś 23 autobusami na tej samej liczbie tras, ale o długości aż 112 km, przewieziono milion dziewięćset tysięcy osób. W okresie tym komunikacja miejska przynosiła straty, z powodu wysokich wydatków na zakup nowych pojazdów, urządzenie zajezdni na terenie własnej bazy, budowę wiat przystankowych oraz wysoką awaryjność taboru.

## 1988 – 2002
W 1988 roku Zakład Komunikacji Miejskiej 37 autobusami przewiózł 7 642 000 pasażerów. Zatrudnienie wzrosło z 20 do 52 pracowników. Największą bolączką zakładu w tym czasie była ogromna awaryjność i przeładowanie pojazdów, brak części do nich i nowej zajezdni. Pasażerowie narzekali natomiast na przepełnione autobusy, ciągłe zmiany tras i rozkładów jazdy oraz zrywanie kursów. Wciąż komunikacja miejska przynosiła straty.
W latach dziewięćdziesiątych Zakład Komunikacji Miejskiej, którego prezesem był Mieczysław Śliwiński, obsługiwał 20 tras o łącznej długości 130 km, w tym 5 podmiejskich, za pomocą 47 autobusów. Przewieziono 5 734 000 pasażerów, przy zatrudnieniu 76 osób, w tym ponad 60 kierowców. Przybyło wówczas pojazdów (w 1997 aż 5). Były to Jelcze M 120 (dostały one numery taborowe 100, 101, 102, 103, 104). W 1999 pojawiły się pierwsze autobusy przegubowe „Ikarusy”, a dotychczasowe kasowniki zastąpiły nowe, elektroniczne, z zegarkami wskazującymi godzinę.

## 2002
W 2002 roku Zakład Komunikacji Miejskiej zakupił 3 autobusy nowej generacji, marki Solaris Urbino 12 (otrzymały one numer taborowe w zakresie od 108 do 110). Autobusy o łącznej długości 12 m, niskiej podłodze i z miękkimi siedzeniami wyjechały na linie i obsługiwały najczęściej „czternastkę”. W 2002 roku zaczęła się też era nowego malowania autobusów suwalskiej komunikacji miejskiej – na żółto-zielono.

## 2004
W 2004 roku ZKM wzbogacił się o 2 najmniejsze z całej floty 43 autobusów Jelcze M081MB/3 (otrzymały numery taborowe w zakresie 111 i 112). W tym samym również roku ZKM zakupiło z POM Suwałki używanego Jelcza PR110U (otrzymał numer 113). Przeszedł gruntowny remont i wyjechał na trasy w żółto-zielonych barwach.

## 2005
W 2005 roku do taboru ZKM dołączyły kolejne dwa używane pojazdy (tym razem z PKS Grodzisk Mazowiecki – ajenta warszawskiego) – Jelcze M120. Były to autobusy drugiej generacji z nowym plastikowym przodem i nowymi plastikowymi siedzeniami. Otrzymały one numery taborowe 114 i 115.

## 2006
W 2006 roku Zakład Komunikacji Miejskiej zakupił trzy autobusy typu MAN NL 202 (otrzymały one numerację 116, 117, 118). Many pochodzą od niemieckiego przewoźnika SWO Osnabrück.

## 2007
W 2007 roku ZKM wzbogacił się o 3 Jelcze M120 Supero trzeciej generacji (o numeracji od 119 do 121). Były to używane autobusy od ajenta z Warszawy, od którego wcześniej zakupiono Jelcze # 114 i 115. W tym roku nastąpiła też gruntowna zmiana rozkładów jazdy i tras komunikacji miejskiej. Linie zostały zmienione częściowo, rozbudowane lub skrócone, a nawet ich część została usunięta z powodu nierentowności.

## 2008
W 2008 Roku Zakład Komunikacji Miejskiej otworzył dwie specjalne linie („Blues” w ramach Suwałki Blues Festival i coroczną linię „Cmentarną”). Zakupił też 3 pojazdy i skasował 5 dotychczasowych wysłużonych staruszków. Zostały zakupione dwa MAN-y NG 272, 20-metrowe przegubowce, które miały zastąpić wyeksploatowane już IKARUS-y 280.26. Zakupiono również nietypowy autobus o nazwie Gräf & Stift NL202 produkowany przez koncern MAN. MAN-y NG 272 dostały numery #122 i #123, a Gräf & Stift NL202 #124.
W tym również roku PGK odremontowało wysłużonego Ikarusa 280.26 #107, który służył do 2009 roku.
Od grudnia na ulicach Suwałk można było zobaczyć 4 używane MAN-y typu NL 222, dostały one numery taborowe w przedziale od #125 do #129.

## 2009
Od 11 czerwca 2009 r. jeździ 12 nowych autobusów marki Irisbus Crossway 12 LE. Dostały numery od 130 do 141. Jest to pierwszy zakup nowych pojazdów sfinansowany w pełni przez Unię Europejską. Powstały też trzy nowe linie: „1”, „22” i „23”. „1” i „23” są liniami bazarowymi (kursują tylko w sobotę).

## 2010
W roku 2010 zostało zakupionych 15 nowych autobusów marki Mercedes 628 Conecto LF. Otrzymały one numery od 142-156. Zostały też zakupione: dźwig pogotowia technicznego, furgonetka logistyczna, wiaty przystankowe i 10 elektronicznych tablic przystankowych. Unia Europejska sfinansowała 81% wydatków na wymienione wyżej inwestycje.
Na przełomie lipca i sierpnia Man NL 222#128 oraz Gräf & Stift NL202 #124 przechodziły testy w Skarżysku Kamiennej. Skarżysko Kamienna stała się właścicielem MAN-ów NL222# 125,126,127,128, Gräfa & Stifta NL202 #124.

## 2011
Od 1 września 2011 r. Zakład Komunikacji Miejskiej wprowadził zmiany w kursowaniu linii. Niektóre linie zostały usunięta, niektóre nowe, a jeszcze niektóre jedynie tylko nieznacznie zmienione.

## 2012
W czerwcu 2012 roku zaczęły pojawiać się pierwsze reklamy na pojazdach marki Irisbus Crossway LE 12. W lipcu 2012 r. do Skarżyska Kamiennej sprzedano również pojazd Jelcz Vero MB081MB3 #111. W listopadzie 2012 r. zawieszono działalność pętli przy Parku Marii Konopnickiej. Jej funkcję przejęła nowo budowana pętla przy ulicy Cisielskiej. W tym to miesiącu utworzono również dodatkowych 3 przystanków przy ul. Walerego Romana, Hamerszmita oraz w Żylinach/PKS.

## 2013
Dnia 1 stycznia 2013 r. reaktywowano również linię 5. Zaczęła ona kursować wyłącznie w dni nauki szkolnej zmienioną trasą. Pięć kursów zostało również zabranych na rzecz linii 5 z linii 14. Na czas remontu Plac Piłsudskiego od 16 kwietnia do 15 czerwca 2013 r. autobusy linii 3,5,6,9,10,11,19,21 jeździły objazdem przez ulicę Emilii Plater. Został tam reaktywowany przystanek 259 – Emilii Plater i stał się on przystankiem tymczasowym, na żądanie. 1 września 2013 r. została uruchomiona nowa linii nr 7, która przejęła część kursów dotychczasowej linii nr 14. W dniu 1 kwietnia 2014 r. doszło do zmiany rozkładów i przesunięciach minutowych w kursach linii 2,7,11,14,19.20,21. Wprowadzono również do ruchu nową linię 12 która zapewniała dojazd z Wojska Polskiego do Sikorskiego/ZSZ oraz do Bakałarzewskiej/Kruszbet. Kursowała ona 4 razy wyłącznie w dni nauki szkolnej. Na czas remontu ulicy Buczka linia 3 i 21 kursowała objazdem przez ulicę Leśną.

## 2014
W czerwcu 2014 r. ZKM Suwałki testowało Mercedesa Conecto LF 18. Pojazd gościł w Suwałkach przez 2 tygodnie i obsługiwał linie 7,14,19, 21. W czerwcu po testach ZKM Suwałki wzbogacił się o MANa NG 313, który otrzymał numer taborowy #157. Pierwszy pojazd, przegubowy z zimnym nawiewem w przestrzeni pasażerskiej. 1 września 2014 r. po wznowieniu kursowania autobusów po okresie wakacji zawieszono działalność 3 z 4 kursów linii 12. 1 listopada 2014 r, jak co roku, uruchomiono dodatkowe linie dowozowe do cmentarzy zlokalizowanych na terenie miasta. Dokonano również zmian w liniach 18,19 oraz 21. 1 grudnia 2014 r. uruchomiono nową linię nr 13, której zadaniem było skomunikowanie osiedla Północ ze Specjalną Strefą Ekonomiczną w czasie 21 minut, a nie jak do tej pory 41.

## 2015
W styczniu 2015 r. ZKM starał się o zbudowanie strony internetowej z informacjami niezbędnymi dla pasażera jednak w połowie marca strona została zawieszona. W lutym na przystanku Utrata/Dworzec PKS została wymieniona wiata przystankowa, na nowy typ wiaty, którego jeszcze w Suwałkach nie było. 25 lutego uruchomiono specjalne bezpłatne połączenie ze szkołą przy ulicy Sikorskiego, gdzie odbywała się 2. już z cyklu imprez Kre@tywne Suw@łki 2. Od 1 marca wprowadzono również zmiany w kursowaniu linii 9, 11 i 12 oraz 19 w niedziele i święta. Linie 11 i 12 skierowana na nową część ulicy Warszawskiej, a wszystko to na prośby mieszkańców, który skarżyli się, iż młodzież gromadząca się w wiacie hałasuje i spożywa alkohol. Od 18 marca do 30 marca w autobusach komunikacji miejskiej można było spotkać ankieterów, który zostali zatrudnieni przez firmę PTC Marcin Gromadzki, których celem było badanie zapełnienia autobusów poszczególnych linii oraz notowanie uwag pasażerów dotyczących funkcjonowania autobusów komunikacji miejskiej. Po przejęciu przez Zarząd Dróg i Zieleni opieki nad tabliczkami z rozkładem jazdy informacje wywieszane na przystankach dość często były mylone, poucinane lub nieaktualne. Miłośnicy Komunikacji Miejskiej wystosowali pismo z prośbą o uporządkowanie sprawy tabliczek i rozkładów. 26 marca Miłośnicy Komunikacji Miejskiej opublikowali oraz dostarczyli propozycję projektu zmian infrastrukturze (część 1) oraz w rozkładach jazd (część 2). Od 8 kwietnia 2015 r. linia 2 nie kursowała ulicą Nowomiejską, z powodu jej remontu. 30 kwietnia 2015 r. lifting przeszła oficjalna strona PGK Suwałki, próżno jednak było szukać podstrony dotyczącej zmian w komunikacji. W kwietniu tego roku doszło też do kilku dewastacji autobusów komunikacji miejskiej marki Irisbus Crossway LE 12. Miały one miejsce w tylnej części pojazdu. 15 Maja 2015 r. na teren zajezdni autobusowej przybyły dwa używane autobusy marki Mercedes Citaro O530G otrzymały one numery taborowe #158 i #159. Pojazdy są wyposażone w klimatyzację przestrzeni pasażerskiej. 25 maja wyruszyły na trasy. 1 czerwca z okazji dnia dziecka PGK Suwałki zorganizowało darmowe przejazdy dla dzieci ze szkół podstawowych i gimnazjów oraz młodszych.14 czerwca na czas pierwszego biegu Suwałki 10,5 zmieniły się trasy linii 2, 7, 18, 19, 21.
20 czerwca Zarząd Dróg i Zieleni w Suwałkach zabrał się za porządki w wiatach przystankowych oraz tabliczkach. Zniknęły zbędnie ustawione wiaty przystankowe z ulic Kościuszki, 24 Sierpnia oraz Reja. Wprowadzono również zmiany w kursowaniu autobusów komunikacji miejskiej na czas wakacji. 29 czerwca rozpoczęła się naprawa pogwarancyjna kostki brukowej przy Placu Marii Konopnickiej, przez co linie 2, 4, 7, 8, 10, 14, 18 z Osiedla Północ kursowały ulicą Kościuszki. Podczas plenerowej imprezy Suwałki Blues Festival wszyscy posiadający bilet na jakikolwiek koncert mogli podróżować autobusami komunikacji miejskiej za darmo. Na czas tego święta mieszkańcy oraz goście podróżowali autobusami linii 3,6,9,10,11,19,21, które miały zmienione trasy. Od 8 lipca do 10 lipca powrócono do napraw gwarancyjnych przy Placu Marii Konopnickiej i linie 2, 4, 7, 8, 10, 14, 18 z Osiedla Północ kursowały zmienioną trasą. W lipcu na przystankach zaczęły się pojawiać duże tablice na rozkład jazdy – był to jeden postulat, który został wystosowany do ZDiZ w piśmie Miłośników Komunikacji Miejskiej. Pod koniec lipca zaczęły się również ważyć losy komunikacji miejskiej na terenie Gminy Suwałki oraz zostały zamontowane nadajniki WiFi, dzięki czemu pasażerowie mogą korzystać za darmo z internetu w komunikacji miejskiej. W lipcu nastąpiło również otwarcie zakładu PADMA ART 3.0, przez co linia 21 zmieniła swoją trasę tak aby pracownicy z tego zakładu mieli ułatwiony dojazd do miejsca pracy. Od 7 sierpnia do 9 sierpnia trwały dni miasta zwane Jarmarkiem Kamedulski, w związku z powyższym została zamknięta ulica Kościuszki, a autobusy linii 11,19,21 jeździły objazdem. Od 1 września wrócił szkolny rozkład jazdy i zmieniły się godziny pracy Centrum Obsługi Pasażera przy Placu Marii Konopnickiej. Od września również zaczęły się malowania autobusów komunikacji miejskiej w barwy miejskie → żółto-zielone. Na Mercedesach pojawiły się pierwsze reklamy. We wrześniu rozpoczął się również demontaż słupków przystankowych, które zostały zastąpione przez duże tablice na rozkład wewnątrz wiaty. Od 1 października zmieniła się trasa linii 11 został przesunięty przystanek początkowy i końcowy (pierwotnie był nim Wojska Polskiego/Warszawska, a od 1 Października jest nim Warszawska/Poznańska). Od 31 października do 1 listopada funkcjonowała komunikacja cmentarna w postaci 3 linii> CB → Grunwaldzka/Cmentarz Parafialny – Północna/os. Kamena CR → Reja/Cmentarz Komunalny – 1.Maja/Pętla oraz CBR → Grunwaldzka/Cmentarz Parafialny – Reja/Cmentarz Komunalny. Od 17 listopada zawieszono popołudniowy kurs linii 18 na Cmentarz Komunalny.

## 2016
W maju w związku z przebudową ulicy Świerkowej nastąpiła długa zmiana czasowa tras linii 6,7,11,17,18,19,20 oraz 21. Tradycyjnie na okres wakacji wprowadzono ograniczenia w ilości kursów na poszczególnych liniach. Zorganizowano również objazd na czas trwania Suwałki Blues Festival oraz Jarmarku Kamedulskiego - Dni Suwałk 2016. Po zakończonym I etapie remontu ulicy Świerkowej i likwidacji zatoki oraz przystanku na ulicy Świerkowej zmieniono trasę linii 6, 7, 11, 17, 18, 19, 20 oraz 21. Utworzono nowy przystanek tuż za rondem na ulicy Nowomiejskiej, które poza wyżej wymienionymi liniami zaczęły obsługiwać również linie 2 oraz 7. Dodatkowo 1 września zmieniono trasy dla linii 13 i 15, które od tego dnia zaczęły kursować z ulicy Podhorskiego na ulicy Jana Pawła II oraz Nowomiejskiej do Pułaskiego. W okresie od 31 października do 2 listopada uruchomiono dodatkowe autobusy dowożące Pasażerów na Cmentarze zlokalizowane na terenie miasta Suwałki w postaci 3 linii CB, CBR oraz CR. Linie CB i CR kursowały od 31 października do 2 listopada natomiast CBR wyłącznie 1 listopada. W dniu 10 listopada 2016 roku uległa zmianie trasa linii nr 3. Od tego dnia poranne kursy zajeżdżają do Wychodnego trasą od ul. Kościuszki: Mickiewicza - Bakałarzewska - Zielone Kamedulskie - Wychodne. Natomiast popołudniowy kurs powrotny zamiast wrcać do 1.Maja/Pętla ulicą Buczka z Poddubówka kierował się do Zielonego Królewskiego - Wychodnego - Zielonego Kamedulskiego - Bakałarzewską - Mickiewicza - Waryńskiego do 1 Maja/Pętla. Również od 10 listopada 2016 roku autobusy linii 6, 7, 11, 17, 18, 19, 20 oraz 21, po otwarciu ulicy Świerkowej wróciły na swoje trasy sprzed remontu tej ulicy z małą zmianą, a mianowicie nowo utworzonym przystankiem a Nowomiejskiej

## 2017
8 stycznia 2017 roku w związku z organizacją imprezy masowej Stacja Pogodne Suwałki nastąpiła zmiana tras linii 2,7, 18,19 oraz 21. W dniu 15 stycznia 2017 roku w dniu Finału Wielkiej Orkiestry Świątecznej Pomocy ZKM uruchomiło dodatkową linię dowożącą wszystkich chętnych do Parku Naukowo - Technologicznego na Imprezy Towarzyszące Finałowi WOŚP. Z początkiem marca nastąpiły korekty w godzinach odjazdów linii 7,11,19, 21. Dnia 13 marca rozpoczął się remont ulicy Kolejowej oraz Północnej w związku z tym autobusy linii 8,11, 18, 19, 20 oraz 21 przez okres ponad 7 miesięcy kursowały zmienionymi trasami. W marcu na Młodzieżowej Radzie Miejskiej została zaprezentowana koncepcja optymalizacji suwalskiej komunikacji miejskiej autorstwa Pawła Siedleckiego. Niestety nie spotkała się ona z przychylnością dysydentów Urzędu Miasta, którzy odebrali koncepcję jako atak i wytykanie błędów. 15 maja 2017 roku kolejne linie zmieniły czasowo swoje trasy. Było to związane z remontem kostki brukowej na ulicy Noniewicza. W tym okresie zmienioną trasą kursowały linie 2, 4, 7, 8, 10, 14 oraz 18. W tym czasie doszło do wielu nieporozumień na linii - Pasażer - Kierowca, ponieważ powyższy objazd nie został przygotowany w sposób należyty przez ZKM. Na przystankach na ul. Kościuszki pojawiły się błędne rozkłady, a w autobusach błędne zapowiedzi przystankowe. Po interwencji stacji telewizyjnej sytuacja uległa poprawie. Z okazji dnia dziecka pasażerów czekała zmiana rozkładów. Uruchomiono dodatkowy kurs linii 6 w godzinach popołudniowych do Walerego Romana oraz dodatkowy kurs linii 7 z 1.Maja/Pętla do Szpitalna. Zmiany w tym okresie dotknęły kurs linii 19, który do 1 czerwca swój bieg kończył na ulicy Kościuszki przy Urzędzie Miejskim. Został on wydłużony do Walerego Romana/PNT.  Po niespełna miesięcznym zamieszaniem związanym z objazdem ulicy Noniewicza linie 2,4,7,8,10,14,18 wracają na ulicę Noniewicza w dniu 13 czerwca. W związku z organizacją biegów RESO Suwałki 10,5 w dniu 17 czerwca 2018 roku autobusy linii 2,7,11,18,19,21 zmieniają swoje trasy przebiegu. Tradycyjnie na okres wakacji od 26 czerwca do 31 sierpnia wprowadzono rozkład wakacyjny oraz w dniach 7 lipca - 9 lipca zorganizowano objazd na czas Suwałki Blues Festival. W związku z remontem drogi do Płociczna w dniach 17.07 do 19.07 nie kursowały przez ulicę Staniszewskiego do Płociczna autobusy linii 4. Dnia 5 sierpnia zorganizowano objazd związany z obchodami Jarmarku Kamedulskiego. Od 24 sierpnia do 15 września remont sieci ciepłowniczej uniemożliwił jazdę ulicą Różaną w związku z tym autobusy linii 18 kursowały przez ulicę Kasztanową w obu kierunkach. w dniu 1 września wprowadzono rozkłady szkolne. Dokonano przesunięć minutowych na linii 19. Nowością w komunikacji jaka miała zacząć funkcjonować od września miały być skrócone kursy linii 14 do Sejneńska/Szkoła nr 6. To rozwiązanie funkcjonowała wyłącznie do końca września i nie znalazło aprobaty u Pasażerów. Zmiana ta była związana z rozpoczynającym się remontem ulicy Sejneńskiej i opóźnieniami jakie występowały na tej linii. Z dniem 1 września zaktualizowano i zwiększono również listę przystanków na żądanie. W chwili obecnej funkcjonuje ich 52 sztuki. 18 września 2017 roku uległa zmianie szata graficzna rozkładów jazdy. Na rozkładach wprowadzona dwa typy dni poniedziałek - piątek szkolne oraz poniedziałek - piątek bez szkół, pozostawiono podział na soboty i niedziele i święta. Niestety wprowadzone zmiany nie poszły w dobrym kierunku, gdyż zmniejszyła się wielkość czcionki na rozkładzie. Zmiany dotknęły również linii 11, której to wybrane kursy zaczęły zajeżdżać na Cmentarz Komunalny przy ulicy Reja. Powyższa zmiana była jednym z wielu postulatów, przedstawionych w Koncepcji Usprawnień przygotowanej przez Pawła Siedleckiego w marcu. 9 października 2017 roku dokonano korekty rozkładów jazdy linii 14. Wszystkie kursy skrócone dotychczas do przystanku Sejneńska/Szkoła Podstawowa nr 6 zostały przywrócone do Sejneńska/PGK. Z początkiem października wprowadzono również objazd dla linii 3,5,6,10,11,12,19,21 na czas remontu kostki brukowej na ulicy Kościuszki. W okresie od 31 października do 2 listopada uruchomiono dodatkowe autobusy dowożące Pasażerów na Cmentarze zlokalizowane na terenie miasta Suwałki w postaci 3 linii CB, CBR oraz CR. Linie CB i CR kursowały od 31 października do 2 listopada natomiast CBR wyłącznie 1 listopada. Dnia 10 listopada dokonano korekt w rozkładach jazdy linii 4, 11 oraz 18. W przypadku pierwszej linii nastąpiły przesunięcia minutowe w kursach natomiast dwie ostatnie zaprzestały popołudniowych kursów po godzinie 16 na Cmentarz Komunalny przy ulicy Reja. W grudniu do siatki połączeń włączono dodatkowy kurs linii 21 po godzinie 17 z Północna/os.Kamena do Raczkowska/Szafirowa. W sylwestra 31 grudnia 2017 roku w związku z organizacją imprezy plenerowej - Sylwester na Placu Marii Konopnickiej wytyczono po godzinie 21 objazd dla linii 2,7,19,21.

## 2018
15 stycznia 2018 roku wprowadzono zmianę trasy na linii 21. Wszystkie kursy, które do tej pory kursowały przez Szafirowa/MISPOL zostały wydłużone i zaczęły obsługiwać również PADMĘ ART 3.0,  zakład zlokalizowany przy ulicy Brylantowej. W lutym na prośbę dyrekcji Zespołu Szkół Centrum Kształcenia Rolniczego uruchomiono na okres 3 miesięcy pilotażowe połączenie linii 12 które zajeżdżało ulicami Staszica - Piękną i Ogrodową do wyżej wspomnianej szkoły. Dodano popołudniowy kurs po godzinie 14:55 z Ogrodowej/ZSCKR do Przytorowej/Dworzec PKS. 1 marca wprowadzono korekty wieczornym kursie po godzinie 22 w rozkładach jazdy linii 19. W dniu 3 kwietnia przywrócono kursy linii 11 i 18 po godzinie 16 na Cmentarz Komunalny przy ulicy Reja. Po analizach kursów linii 12 z dniem 1 maja 2018 roku zlikwidowano popołudniowe połączenie, z którego sporadycznie korzystali Pasażerowie. Poranny kurs pozostał bez zmian. Maj był również miesiącem, w którym na ulice Suwałk wyjechał pierwszy, nowo zakupiony autobus przegubowy (dotychczasowe autobusy przegubowe były używane). Był to Solaris Urbino 18 III generacji. Różnił się on od innych autobusów, Solarisa Urbino 18 kursujących w innych miastach rozkładem drzwi. Suwalski egzemplarz posiada układ drzwi w formie 2-2-2-0. Ma on tylko trzy pary drzwi (normalnie autobusy przegubowe mają po 4 pary drzwi). Od 1 do 2 czerwca w związku z imprezą Suwalskie Juwenalia 2018 wprowadzono zmienione czasowo trasy linii 2,7,3,5,10,11,18,19,21. Od dnia 25 czerwca do 31 sierpnia wprowadzono ograniczenia w kursowaniu komunikacji miejskiej na okres wakacji. 2 lipca 2018 roku przeniesiono punkt obsługi Suwalskiej Karty Miejskiej, który był zlokalizowany w Urzędzie Miejskim przy ulicy Noniewicza na Targowisko Miejskie przy ulicy Sejneńskiej 6D. Jak co roku na czas Blues Festivalu oraz Jarmarku Kamedulskiego - Dni Suwałk wprowadzono objazd.  Okres bardzo ciepłych wakacji dał się szczególnie we znaki pasażerom korzystającym z komunikacji miejskiej. W upane dni liczni pasażerowie składali skargi, iż kierowcy nie włączają klimatyzacji w autobusach. Niestety wiązało się to z koniecznością informacji, iż autobusy Suwalskiej Komunikacji Miejskiej nie są klimatyzowane. W związku z 99 Rocznicą wyzwolenia Suwałk w dniach 24 - 25 sierpnia 2018 roku autobusy kursowały zmienionymi trasami. W dniu 3 września zaczęły obowiązywać szkolne rozkłady jazdy. Tego też dnia uruchomiono pilotażową linię 16. Jej zadaniem było dowiezienie pracowników do zakładów TANNE zloklizowanych w Dubowie. Połączenie ma funkcjonować przez okres 3 miesięcy i jest uzależnione od ilości korzystających z niego osób. 24 września 2018 roku w związku z kolejnym etapem remontu sieci ciepłowniczej na ulicy Różanej wprowadzono jednodniowy objazd dla linii 18. Na początku października dokonano korekty w rozkładzie jazdy linii 19 oraz 16. Na linii 19 dokonano przesunięcia minutowego kursu po godzinie 20, natomiast na linii 16 poranny kurs po godzinie 5 zmieniono miejsce jego rozpoczęcia z pętli przy szpitalu na pętlę na Krzywólce. W okresie od 31 października do 2 listopada uruchomiono dodatkowe autobusy dowożące Pasażerów na Cmentarze zlokalizowane na terenie miasta Suwałki w postaci 3 linii CB, CBR oraz CR. Linie CB i CR kursowały od 31 października do 2 listopada natomiast CBR wyłącznie 1 listopada.

## Linie
PGK obsługuje 19 linii stałych i 3 linie okolicznościowych na okres Świąt Zmarłych. Do ważniejszych linii zaliczają się: 2, 7, 14, 18 i 19.

### Linie obowiązujące od 1 września 2018 r.
| Linia | Trasa |
| ----- | --- |
| 2     | Krzywe – Sejneńska/PGK – Sejneńska – Utrata – Waryńskiego – Noniewicza – Dwernickiego – Podhorskiego – Jana Pawła II – Nowomiejska/Gazownia – Pułaskiego – Kowalskiego – Reja – Plac Świętego Krzyża – Kościuszki – Dwernickiego – Noniewicza – Waryńskiego – 1. Maja – Sejneńska/PGK – Krzywe/WPN. (wybrane kursy zajeżdżają do Przemysłowej/PEC) Linia we wszystkie dni tygodnia. |
| 3     | Jazda: Sejneńska/PGK - Utrata - Dwernickiego - Kościuszki - (rano: Mickiewicza - Bakałarzewska - Zielone Kamedulskie - Wychodne - Zielone Królewskie) - Wojska Polskiego - Ptaszyńskiego - Raczkowska - Poddubówek - Zielone Królewskie - Wychodne. Powrót: Wychodne - (po południu: Zielone Kamedulskie - Bakałarzewska - Mickiewicza - Waryńskiego - 1.Maja/Pętla) - Zielone Królewskie - Poddubówek - Raczkowska - Wojska Polskiego - Kościuszki - (wybrane kursy: Waryńskiego - 1.Maja/Pętla) - Dwernickiego - Utrata - Sejneńska - Sejneńska/PGK. Linia kursuje od poniedziałku do piątku /oprócz świąt/. |
| 4     | Jazda: Nowomiejska/Gazowania - Pułaskiego - Podhorskiego - Dwernickiego - Noniewicza - Plac Marii Kononopnickiej - Waryńskiego - Utrata - Staniszewskiego - (wybrane kursy przez: Sobolewo/Zalew) - Płociczno. Powrót: Płociczno - (wybrane kursy przez: Sobolewo/Zalew) - Staniszewskiego - Utrata - (1.Maja/Pętla) - Waryńskiego - Noniewicza - Dwernickiego (wybrane kursy do Dwernickiego/Plaza) - Podhorskiego - Pułaskiego - Nowomiejska/Gazowania. Linia kursuje od poniedziałku do piątku /oprócz świąt/. |
| 5     | Jazda: Kościuszki - Plac Piłsudskiego - Hamerszmita - Mickiewicza - (wybrane kursy od: 1.Maja/Pętla) - Waryńskiego - Noniewicza - Dwernickiego - Podhorskiego - Pułaskiego - Kowalskiego - Reja - Szpitalna - Krzywólka - Biała Woda - Żywa Woda. Powrót: Żywa Woda - Biała Woda - Krzywólka - Szpitalna - Reja - Plac Świętego Krzyża - Kościuszki - Plac Piłsudskiego - Hamerszmita - Mickiewicza - Waryńskiego - 1.Maja/Pętla. Linia kursuje od poniedziałku do piątku wyłącznie w dni nauki szkolnej /oprócz świąt/. |
| 6     | Jazda: Szpitalna - Reja - Kowalskiego - Pułaskiego - Świerkowa - Kolejowa - Dwernickiego - Kościuszki - Wojska Polskiego - Sportowa - Walerego Romana/Park Naukowo - Technologiczny. Powrót: Sportowa - Walerego Romana - Utrata - (wybrane kursy do 1.Maja/Pętla) - Łąkowa - Wojska Polskiego - Kościuszki - Wigierska - Noniewicza - Dwernickiego - Kolejowa - Świerkowa - Pułaskiego - Kowalskiego, Reja/Biedronka. Linia kursuje od poniedziałku do piątku /oprócz świąt/. |
| 7     | Jazda: 1.Maja - Waryńskiego - Noniewicza - Dwernickiego - Podhorskiego - Jana Pawła II - Nowomiejska - Pułaskiego - Kowalskiego - Reja - Szpitalna. (wybrane kursy do: Krzywólka); Powrót: (wybrane kursy do: Krzywólka) Szpitalna - Reja - Kowalskiego - Pułaskiego - Świerkowa - Kolejowa - Dwernickiego - Noniewicza - Wigierska - 1.Maja/Pętla. Linia we wszystkie dni tygodnia. |
| 8     | Jazda: Sejneńska - Utrata - Waryńskiego - Noniewicza - Dwernickiego - Kolejowa - Północna - Okuniowiec - Nowa Wieś - Lipniak. (wybrane kursy do Lipniaka) (wybrane kursy skrócone do Nowej Wsi). Powrót: Lipniak - Nowa Wieś - Okuniowiec - Północna (wybrane kursy do: Północna/os.Kamena) - Kolejowa - Dwernickiego (wybrane kursu do Dwernickiego/Plaza) - Noniewicza - Waryńskiego - 1.Maja (wybrane kursu do 1.Maja/Pętla) - Sejneńska - Sejneńska/PGK. Linia kursuje od poniedziałku do piątku oraz niedziele i święta. |
| 10    | Jazda: Wojska Polskiego II/SSSE - Wojska Polskiego II - Papiernia - Wojska Polskiego - Kościuszki - Waryńskiego - (wybrane kursu od 1.Maja/Pętla) - Noniewicza - Dwernickiego - Podhorskiego - (wybrane kursy do: Pułaskiego/DPS) - Jasionowo. Powrót: Jasionowo - Pułaskiego - Podhorskiego - Dwernickiego - Kościuszki (wybrane kursy Wigierska - 1.Maja/Pętla) - Wojska Polskiego - Papiernia - Wojska Polskiego II - Wojska Polskiego II/SSSE. Linia kursuje od poniedziałku do piątku oraz niedziele i święta |
| 11    | Jazda: Północna - Kolejowa - Świerkowa - Pułaskiego - Kowalskiego - Reja - (wybrane kursy przez Reja/Cmentarz Komunalny) - Plac Świętego Krzyża - Kościuszki - Mickiewicza - Bakałarzewska - Filipowska - (wybrane kursy przez: Grunwaldzka) - Sikorskiego - Mieszka I. - Bakałarzewska - Grunwaldzka - Powstańców Wielkopolskich - Bydgoska - Wojska Polskiego - Warszawska. Powrót: Warszawska - Raczkowska - Powstańców Wielkopolskich - Grunwaldzka - (wybrane kursy przez: Grunwaldzka) - Bakałarzewska - Mieszka I. - Sikorskiego - Filipowska - Bakałarzewska - Mickiewicza - Waryńskiego - Noniewicza - Dwernickiego - Sikorskiego - Bulwarowa - Reja - (wybrane kursy przez Reja/Cmentarz Komunalny) - Kowalskiego - Pułaskiego - Świerkowa - Kolejowa - Północna/os.Kamena. Linia we wszystkie dni tygodnia. |
| 12    | Wojska Polskiego - Warszawska - Raczkowska - Wojska Polskiego - Kościuszki - Waryńskiego - 1.Maja - Sejneńska - Utrata - Dwernickiego - Sikorskiego - Staszica - Piękna - Ogrodowa - Piękna - Stasica - Sikorskiego - Mieszka I - Bakałarzewska/KRUSZBET - Grunwadzka - 24.Sierpnia - Wigierska - Noniewicza - Waryńskiego - 1.Maja - Sejneńska - Sejneńska/PGK. Linia kursuje od poniedziałku do piątku wyłącznie w dni nauki szkolnej /oprócz świąt/. |
| 13    | Jazda: Reja - Kowalskiego - Pułaskiego - Podhorskiego - Utrata - Wojska Polskiego - Papiernia - Wojska Polskiego II - Wojska Polskiego II/SSSE. Powrót: Wojska Polskiego II/SSSE - Wojska Polskiego II - Papiernia - Wojska Polskiego - Utrata - Podhorskiego - Jana Pawła II - Nowomiejska - Pułaskiego - Kowalskiego - Reja – Tysiąclecia Litwy. Linia kursuje od poniedziałku do piątku /oprócz świąt/. |
| 14    | Jazda: (wybrane kursy od Mała Huta - Piaskowa - Przemysłowa PEC) - Sejneńska/PGK - Sejneńska - Utrata - Waryńskiego - Noniewicza - Dwernickiego - Podhorskiego - Pułaskiego - Kowalskiego - Reja - Szpitalna - Krzywólka. Powrót: Krzywólka - Szpitalna - Reja - Kowalskiego - Pułaskiego - Podhorskiego - Dwernickiego - Noniewicza - Waryńskiego - 1.Maja - Sejneńska - Sejneńska/PGK (wybrane kursy do Piaskowa - Przemysłowa/PEC - Mała Huta). Linia kursuje od poniedziałku do piątku oraz wykonuje 2 kursy w niedziele i święta. |
| 15    | Jazda: Reja - Kowalskiego - Pułaskiego - Podhorskiego - Utrata - Wojska Polskiego - Papiernia - Wojska Polskiego II - Turkusowa - Brylantowa - Szafirowa/MISPOL. Powrót: Szafirowa/MISPOL - Brylantowa - Turkusowa - Wojska Polskiego II - Papiernia - Wojska Polskiego - Utrata - Podhorskiego - Jana Pawła II - Nowomiejska - Pułaskiego - Kowalskiego - Reja – Tysiąclecia Litwy. Linia kursuje od poniedziałku do piątku /oprócz świąt/. |
| 16    | Jazda: Szpitalna - Reja - Kowalskiego - Pułaskiego - Świerkowa - Kolejowa - Dwernickiego - Kościuszki - Wojska Polskiego - Ptaszyńskiego - Raczkowska - Dubowo/TANNE. Powrót: Dubowo/TANNE - Raczkowska - Ptaszyńskiego - Wojska Polskiego - Kościuszki - Waryńskiego - Noniewicza - Dwernickiego - Podhorskiego - Jana Pawła II - Nowomiejska - Pułaskiego - Kowalskiego - Reja - Szpitalna. Linia we wszystkie dni tygodnia. |
| 17    | Jazda: Szpitalna - Reja - Kowalskiego - Pułaskiego - Świerkowa - Kolejowa - Utrata - Sejneńska/PGK. Powrót: Sejneńska - Utrata - Kolejowa - Świerkowa - Pułaskiego - Kowalskiego - Reja/Lityńskiego. Linia kursuje od poniedziałku do piątku /oprócz świąt/. |
| 18    | Szpitalna- Reja - (wybrane kursy przez Reja/Cmentarz Komunalny) - Kowalskiego - Pułaskiego - Świerkowa - Klonowa - Różana - Północna - Kolejowa - Dwernickiego - Noniewicza - Waryńskiego - Utrata/Łąkowa - Łąkowa - Wojska Polskiego - Kościuszki - Wigierska - Noniewicza - Dwernickiego - Kolejowa - Północna - Różana - Klonowa - Świerkowa - Nowomiejska - Pułaskiego - Kowalskiego - Reja - (wybrane kursy przez: Reja/Cmentarz Komunalny) - Szpitalna. Linia we wszystkie dni tygodnia. |
| 19    | Jazda: (wybrane kursy od: Północna/STOLLAR) Północna/Os.Kamena - Kolejowa - Świerkowa - Nowomiejska - Pułaskiego - Kowalskiego - Reja - Plac św. Krzyża - Kościuszki - (wybrane kursu do: Kościuszki/Urząd Miejski) Wojska Polskiego - (wybrane kursy do: Sportowa - Walerego Romana/PNT) - Papiernia - (wybrane kursy do i przez Hubala/TRACK TEC) - Wojska Polskiego II - (wybrane kursy do Dubowo Wieś) - Wojska Polskiego II/SSSE. Powrót: Wojska Polskiego II/SSSE - Wojska Polskiego II - Papiernia - (wybrane kursy od Hubala/TRACK TEC) - Wojska Polskiego - Kościuszki - Waryńskiego, Noniewicza - Dwernickiego - Sikorskiego - Bulwarowa - Reja - Kowalskiego - Pułaskiego - Świerkowa - Kolejowa - Północna/os.Kamena (wybrane kursy do Północna/STOLLAR). Linia we wszystkie dni tygodnia.                 |
| 20    | Jazda Rano: Północna/os.Kamena - Kolejowa - Świerkowa - Pułaskiego - Kowalskiego - Reja - Bulwarowa - Sikorskiego - Sikorskiego/PWiK - Mieszka I. - Bakałarzewska/KRUSZBET. Powrót Rano: Bakałarzewska - Mieszka I. - Sikorskiego/ZSZ - Dwernickiego - - Kolejowa - Świerkowa - Pułaskiego - Kowalskiego - Reja - Bulwarowa - Sikorskiego - Sikorskiego/PWiK. Jazda Południe: Dwernickiego/Plaza - Sikorskiego/ZSZ – Mieszka I. - Bakałarzewska/KRUSZBET - Mieszka I. - Sikorskiego/ZSZ - Bulwarowa - Reja - Kowalskiego - Pułaskiego - Świerkowa - Kolejowa - Dwernickiego/Plaza. Linia kursuje od poniedziałku do piątku /oprócz świąt/. |
| 21    | Jazda: Północna/Os.Kamena - Kolejowa - Świerkowa - Nowomiejska - Pułaskiego - Kowalskiego - Reja - Plac św. Krzyża - Kościuszki - Wojska Polskiego - Ptaszyńskiego - Raczkowska - (wybrane kursy Szafirowa/MISPOL - Brylantowa/PADMA - Raczkowska) - Poddubówek. Powrót: Poddubówek - Raczkowska - (wybrane kursy przez Brylantowa/PADMA - Szafirowa/MISPOL) - Raczkowska - Ptaszyńskiego - Wojska Polskiego - Kościuszki - Waryńskiego, Noniewicza - Dwernickiego - Sikorskiego - Bulwarowa - Reja - Kowalskiego - Pułaskiego - Świerkowa - Kolejowa - Północna/os.Kamena (wybrane kursy do Północna/STOLLAR). Linia we wszystkie dni tygodnia. |

### Linie Specjalne
| Linia  | Trasa |
| ------ | --- |
| Blues* | Jazda: Plac Marii Konopnickiej, Noniewicza, Dwernickiego, Podhorskiego, Pułaskiego, Kowalskiego, Reja, Szpitalna. Powrót: Szpitalna, Reja, Kowalskiego, Pułaskiego, Podhorskiego, Dwernickiego, Noniewicza, Plac Marii Konopnickiej. |
| CR**   | Jazda: 1.Maja - Waryńskiego - Noniewicza - Dwernickiego - Kolejowa - Świerkowa - Nowomiejska - Pułaskiego - Kowalskiego - Reja/Cmentarz Komunalny. Powrót: Reja/Cmentarz Komunalny - Kowalskiego - Pułaskiego - Świerkowa - Kolejowa - Dwernickiego - Noniewicza - Wigierska - 1.Maja/Pętla. |
| CB**   | Jazda: Północna - Kolejowa - Świerkowa - Pułaskiego - Kowalskiego - Reja - Plac Świętego Krzyża - Kościuszki - Mickiewicza - Bakałarzewska - Filipowska - Grunwaldzka/Cmentarz Parafialny. Powrót: Grunwaldzka/Cmentarz Parafialny - Filipowska - Bakałarzewska - Mickiewicza - Waryńskiego - Noniewicza - Narutowicza - Plac św. Krzyża - Reja - Kowalskiego - Pułaskiego - Świerkowa - Kolejowa - Północna/os.Kamena. |
| CBR^   | Jazda: Grunwaldzka/Cmentarz Parafialny - Filipowska - Bakałarzewska - Mickiewicza - Kościuszki – Plac św. Krzyża – Reja - Reja/Cmentarz Komunalny. Powrót: Reja/Cmentarz Komunalny – Reja - Plac św. Krzyża – Kościuszki – Mickiewicza - Bakałarzewska - Filipowska - Grunwaldzka/Cmentarz Parafialny. |
| WOŚP^^ | Jazda: Nowomiejska/Gazownia - Pułaskiego - Kowalskiego - Reja - Plac Świętego Krzyża - Kościuszki - Dwernickiego - Noniewicza - Wigierska - Wojska Polskiego - Sportowa - Walerego Romana/PNT. Powrót: Walerego Romana/PNT – Utrata - Wigierska - Noniewicza - Dwernickiego - Podhorskiego - Jana Pawła II - Nowomiejska/Gazownia.                                                                                      |

- * Linia darmowa kursująca w dni festiwalu Suwałki Blues Festival w 2009 r.
- ** Linia kursująca w okresie Świąt Zmarłych w latach 2012 - 2018
- ^ Linia kursująca w okresie Świąt Zmarłych w latach 2015 - 2018
- ^^ Linia kursowała w dniu 15.01.2017 r. w okresie Finału Wielkiej Orkiestry Świątecznej Pomocy.

## Autobusy

### Aktualny tabor
Trzon taboru autobusowego PGK Suwałki stanowią pojazdy marki Mercedes-Benz Conecto LF A30 w liczbie 15 sztuk, 11 sztuk Irisbus Crossway 12 LE i 11 sztuk Autosan SANCITY 12LF CNG (stan na 2021-11-30).
| Typ autobusu                                                   | Rok produkcji                                                  | Liczba   |
| -------------------------------------------------------------- | -------------------------------------------------------------- | -------- |
| Solaris Urbino 18                                              | 2018                                                           | 1        |
| Mercedes-Benz O530 Citaro G                                    | 2001                                                           | 2        |
| Scania Citywide 10,9LF CNG                                     | 2020                                                           | 3        |
| Scania Citywide 10,9LF CNG                                     | 2021                                                           | 4        |
| Mercedes-Benz Conecto LF A30                                   | 2010                                                           | 15       |
| Irisbus Crossway 12 LE                                         | 2009                                                           | 11       |
| Solaris Urbino 18 IV CNG                                       | 2020                                                           | 1        |
| Autosan Sancity 12LF CNG                                       | 2020                                                           | 11       |
| Wszystkie pojazdy                                              | Wszystkie pojazdy                                              | 48       |
| Udział autobusów niskopodłogowych i niskowejściowych we flocie | Udział autobusów niskopodłogowych i niskowejściowych we flocie | 100%     |
| Średni wiek autobusów                                          | Średni wiek autobusów                                          | 11,4 lat |

| Typ autobusu            | Nr rejestracyjny | Rok produkcji | Eksploatacja od | Nr boczny |
| ----------------------- | ---------------- | ------------- | --------------- | --------- |
| Irisbus Crossway LE     | BS 33100         | 2009          | 2009            | 130       |
| Irisbus Crossway LE     | BS 35300         | 2009          | 2009            | 131       |
| Irisbus Crossway LE     | BS 33200         | 2009          | 2009            | 132       |
| Irisbus Crossway LE     | BS 35800         | 2009          | 2009            | 133       |
| Irisbus Crossway LE     | BS 34700         | 2009          | 2009            | 134       |
| Irisbus Crossway LE     | BS 34600         | 2009          | 2009            | 135       |
| Irisbus Crossway LE     | BS 36050         | 2009          | 2009            | 136       |
| Irisbus Crossway LE     | BS 35400         | 2009          | 2009            | 137       |
| Irisbus Crossway LE     | BS 36100         | 2009          | 2009            | 138       |
| Irisbus Crossway LE     | BS 36060         | 2009          | 2009            | 139       |
| Irisbus Crossway LE     | BS 36070         | 2009          | 2009            | 140       |
| Irisbus Crossway LE     | BS 36080         | 2009          | 2009            | 141       |
| Mercedes 628 Conecto LF | BS 41782         | 2010          | 2010            | 142       |
| Mercedes 628 Conecto LF | BS 41783         | 2010          | 2010            | 143       |
| Mercedes 628 Conecto LF | BS 41784         | 2010          | 2010            | 144       |
| Mercedes 628 Conecto LF | BS 41785         | 2010          | 2010            | 145       |
| Mercedes 628 Conecto LF | BS 41786         | 2010          | 2010            | 146       |
| Mercedes 628 Conecto LF | BS 41787         | 2010          | 2010            | 147       |
| Mercedes 628 Conecto LF | BS 41788         | 2010          | 2010            | 148       |
| Mercedes 628 Conecto LF | BS 41789         | 2010          | 2010            | 149       |
| Mercedes 628 Conecto LF | BS 41790         | 2010          | 2010            | 150       |
| Mercedes 628 Conecto LF | BS 41791         | 2010          | 2010            | 151       |
| Mercedes 628 Conecto LF | BS 41792         | 2010          | 2010            | 152       |
| Mercedes 628 Conecto LF | BS 41793         | 2010          | 2010            | 153       |
| Mercedes 628 Conecto LF | BS 41794         | 2010          | 2010            | 154       |
| Mercedes 628 Conecto LF | BS 41795         | 2010          | 2010            | 155       |
| Mercedes 628 Conecto LF | BS 41796         | 2010          | 2010            | 156       |
| Mercedes O530G          | BS 58100         | 2001          | 2015            | 158       |
| Mercedes O530G          | BS 58390         | 2001          | 2015            | 159       |
| Solaris Urbino 18 III   | BS 70450         | 2018          | 2018            | 160       |

### Autobusy sprzedane i skasowane
Autobusy sprzedane i skasowane
| Typ autobusu       | Eksploatacja od | Eksploatacja do | Kasacja   | Sprzedaż | Liczba skasowanych | Liczba sprzedanych | Łącznie |
| ------------------ | --------------- | --------------- | --------- | -------- | ------------------ | ------------------ | ------- |
| San                | 1971-1972       | ?               | ?         |          | 15                 | 0                  | 15      |
| Autosan            | 1975-?          | ?               | ?         |          | 34                 | 0                  | 34      |
| Jelcz 272 MEX      |                 |                 |           |          | 1                  | 0                  | 1       |
| Jelcz PR110M       | 1985-1991       | 2004-2009*      | 2004-2008 |          | 11                 | 0                  | 11      |
| Jelcz PR110U       | 1985            | 2008-2009       | 2008      |          | 13                 | 0                  | 13      |
| Jelcz M11          | 1985-1989       | 2004-2009       | 2004-2009 |          | 17                 | 0                  | 17      |
| Jelcz 120M/1       | 1993-1997       | 2007-2009       | 2008      |          | 6                  | 0                  | 6       |
| Ikarus 280.26      | 1999-2000       | 2005-2009       | 2005-2009 |          | 3                  | 0                  | 3       |
| MAN NL 202         | 2007            | 2011            |           | 2011     | 0                  | 3                  | 3       |
| MAN NL 222         | 2008            | 2011            |           | 2011     | 0                  | 4                  | 4       |
| Gräf & Stift NL202 | 2008            | 2011            |           | 2011     | 0                  | 1                  | 1       |
| Jelcz M120/2       | 2005            | 2011            |           | 2012     | 0                  | 2                  | 2       |
| Jelcz M120/3       | 2007            | 2011            |           | 2012     | 0                  | 3                  | 3       |
| Jelcz M081MB       | 2004            | 2012            |           | 2012     | 0                  | 1                  | 2       |
| MAN NG 272         | 2008            | 2018            | 2018      | -        | 2                  | 0                  | 2       |

### Tabor wycofany
| Typ autobusu  | Nr rejestracyjny | Rok Produkcji | Kasacja | Eksploatacja od | Wycofany | Nr boczny |
| ------------- | ---------------- | ------------- | ------- | --------------- | -------- | --------- |
| San           | SUW XXXX         | 1971-1972     | ?       | 1971-1972       | ?        | 1-15      |
| Autosan       | SUW XXXX         | 1975-19??     | ?       | 1975-19??       | ?        | 16-50     |
| Jelcz 272 MEX | ?                | ?             | ?       | ?               | ?        | ?         |
| Jelcz PR110U  | ?                | ?             | ?       | ?               | ?        | 51-60     |
| Jelcz PR110M  | BS 04175         | ?             | 2004    | ?               | 2004     | 61        |
| Jelcz PR110M  | BS 02610         | ?             | 2008    | ?               | 2007     | 62        |
| Jelcz PR110M  | BS 00240         | 1985          | 2008    | 1985            | 2008     | 63        |
| Jelcz PR110U  | BS 07355         | 1985          | 2008    | 1985            | 2008     | 64        |
| Jelcz PR110M  | BS 06190         | 1991          | 2007    | 1991            | 2007     | 66        |
| Jelcz PR110M  | BS 05830         | 1991          | 2007    | 1991            | 2007     | 67        |
| Jelcz PR110U  | BS 07455         | 1985          | 2009    | 1985            | 2009     | 68        |
| Jelcz PR110U  | BS 07605         | 1985          | 2009    | 1985            | 2009     | 69        |
| Jelcz PR110M  | BS 04345         | 1986          | 2009    | 1986            | 2009     | 70        |
| Jelcz PR110M  | BS 08390         | 1986          | 2008    | 1986            | 2008     | 71        |
| Jelcz PR110M  | BS 05920         | ?             | 2004    | ?               | 2004     | 72        |
| Jelcz PR110M  | BS 01430         | ?             | 2006    | ?               | 2006     | 74        |
| Jelcz M11     | BS 05245         | 1987          | 2008    | 1987            | 2008     | 75        |
| Jelcz M11     | BS 01625         | 1987          | 2009    | 1987            | 2009     | 76        |
| Jelcz M11     | BS 03585         | 1985          | 2004    | 1985            | 2004     | 77        |
| Jelcz M11     | BS 03580         | 1987          | 2009    | 1987            | 2009     | 78        |
| Jelcz M11     | BS 13110         | 1988          | 2009    | 1988            | 2009     | 81        |
| Jelcz M11     | BS 08620         | 1988          | 2009    | 1988            | 2009     | 84        |
| Jelcz M11     | BS 04265         | ?             | 2004    | ?               | 2004     | 85        |
| Jelcz M11     | BS 01655         | 1988          | 2009    | 1988            | 2009     | 86        |
| Jelcz M11     | BS 02627         | ?             | 2004    | ?               | 2004     | 87        |
| Jelcz M11     | BS 10735         | 1988          | 2009    | 1988            | 2009     | 88        |
| Jelcz M11     | BS 07970         | 1989          | 2009    | 1989            | 2009     | 90        |
| Jelcz M11     | BS 08515         | ?             | 2004    | ?               | 2004     | 91        |
| Jelcz M11     | BS 17440         | 1989          | 2009    | 1989            | 2009     | 92        |
| Jelcz M11     | BS 04855         | 1989          | 2007    | 1989            | 2007     | 93        |
| Jelcz M11     | BS 00620         | 1989          | 2006    | 1989            | 2006     | 94        |
| Jelcz M11     | BS 02680         | 1989          | 2006    | 1989            | 2006     | 95        |
| Jelcz PR110M  | BS 09770         | 1991          | 2006    | 1991            | 2006     | 98        |
| Jelcz 120M    | BS 01980         | 1993          | 2008    | 1993            | 2007     | 99        |
| Jelcz 120M    | BS 02552         | 1997          | 2009    | 1997            | 2009     | 100       |
| Jelcz 120M    | BS 02810         | 1997          | 2009    | 1997            | 2009     | 101       |
| Jelcz 120M    | BS 02410         | 1997          | 2009    | 1997            | 2009     | 102       |
| Jelcz 120M    | BS 02725         | 1997          | 2009    | 1997            | 2009     | 103       |
| Jelcz 120M    | BS 02770         | 1997          | 2009    | 1997            | 2009     | 104       |
| Ikarus 280.26 | BS 08470         | 1983          | 2008    | 1999            | 2008     | 105       |
| Ikarus 280.26 | BS 08600         | 1983          | 2005    | 1999            | 2005     | 106       |
| Ikarus 280.26 | BS 13070         | 1983          | 2009    | 2000            | 2009     | 107       |
| MAN NG 272    | BS 30600         | 1993          | 2016    | 2008            | 2016     | 122       |
| MAN NG 272    | BS 31600         | 1993          | 2016    | 2008            | 2016     | 123       |